# Парфёнов, Владимир Глебович
Влади́мир Гле́бович Парфёнов (род. 31 января 1949, Ленинград) — российский учёный и деятель образования, доктор технических наук, профессор Университета ИТМО, директор соревнований Северной Евразии чемпионата мира по программированию ICPC, член Международного организационного комитета чемпионата мира по программированию ICPC. Лауреат Премии Правительства РФ в области образования (2008).

## Биография
В 1966 году окончил Санкт-Петербургский физико-математический лицей № 239, а затем кафедру «Вычислительная техника» Университета ИТМО (1972) и математико-механический факультет Ленинградского государственного университета (1973). Кандидат технических наук (1975), доктор технических наук (1990), профессор (1993).
Является соавтором учебника по компьютерному математическому моделированию теплофизических процессов и монографии, посвященной методам расчета тепловых режимов приборов. 
В 1991 году совместно с В. Н. Васильевым организовал кафедру «Компьютерные технологии», для поиска, подготовки и трудоустройства одаренных школьников и студентов в области математики, физики, информатики и программирования.
В 2000 году был избран деканом организованного по его инициативе факультета информационных технологий и программирования.

## Достижения
Является одним из создателей и основных руководителей получившего мировое признание Центра подготовки одарённых программистов в Университете ИТМО. Подготовленные в Центре команды Университета ИТМО семь раз становились чемпионами мира по программированию (2004, 2008, 2009, 2012, 2013, 2015, 2017), шесть раз награждались золотыми медалями (1999, 2001, 2003, 2005 , 2007 — за третье место и 2000 — за четвёртое место), серебряными (2016) и бронзовыми (2014, 2018). Девять раз команды Университета ИТМО становились чемпионами России (1996, 2001, 2003, 2004, 2007, 2010, 2011, 2012, 2014).
Является одним из создателей и основных руководителей соревнований Северо-Восточного Европейского региона чемпионата мира по программированию ICPC (в настоящее время называются «соревнования Северной Евразии»), одного из самых больших регионов по числу команд в мире.

## Работы
- Конечно-разностные методы решения задач тепло- и массообмена : Учеб. пособие / В. Г. Парфенов, А. В. Сигалов; Ленингр. ин-т точ. механики и оптики, Каф. теплофизики. — Л. : ЛИТМО, 1987. — 78 с.
- Регрессионный и корреляционный анализ. Обработка результатов наблюдений при измерениях : Учеб. пособие / В. Г. Парфенов. — Л. : ЛИТМО, 1983. — 78 с.
- Разработка и исследование методов повышения помехоустойчивости связи абонента с ЦВМ при действии совокупности помех : диссертация … кандидата технических наук : 05.13.13. — Ленинград, 1974. — 150 с.
- Технологии успеха: опыт участия вузов в олимпиадах программистов ACM ICPC [Текст] / В. Н. Васильев, В. Г. Парфенов ; М-во образования и науки Российской Федерации, Ун-т ИТМО. — Санкт-Петербург : Ун-т ИТМО, 2015. — 291 с.; ISBN 978-5-7577-0514-9 : 100 экз.
- XXV лет: истории кафедры «Компьютерные технологии» [Текст] / В. Н. Васильев, В. Г. Парфенов ; Министерство образования и науки Российской Федерации, Университет ИТМО. — Санкт-Петербург : Ун-т ИТМО, 2017. — 290 с.; ISBN 978-5-7577-0564-4 : 300 экз.
- Методы расчета теплового режима приборов / Г. Н. Дульнев, В. Г. Парфенов, А. В. Сигалов. — М. : Радио и связь, 1990. — 310 с.; ISBN 5-256-00749-1[16][17][18] — в соавторстве.
- Парфенов В. Г. Командный чемпионат мира по программированию ACM // Компьютерные инструменты в образовании. — 1998. — Вып. 3—4. — ISSN 2071-2340. Архивировано 19 июля 2019 года.[19].
- Парфёнов В. Г. Финал командного чемпионата мира по программированию АСМ 2008/2009 гг., Стокгольм // Компьютерные инструменты в образовании. — 2009. — Вып. 5. — ISSN 2071-2340. Архивировано 19 июля 2019 года.[20]

## Награды и премии
- 2003 — Орден Дружбы[21]

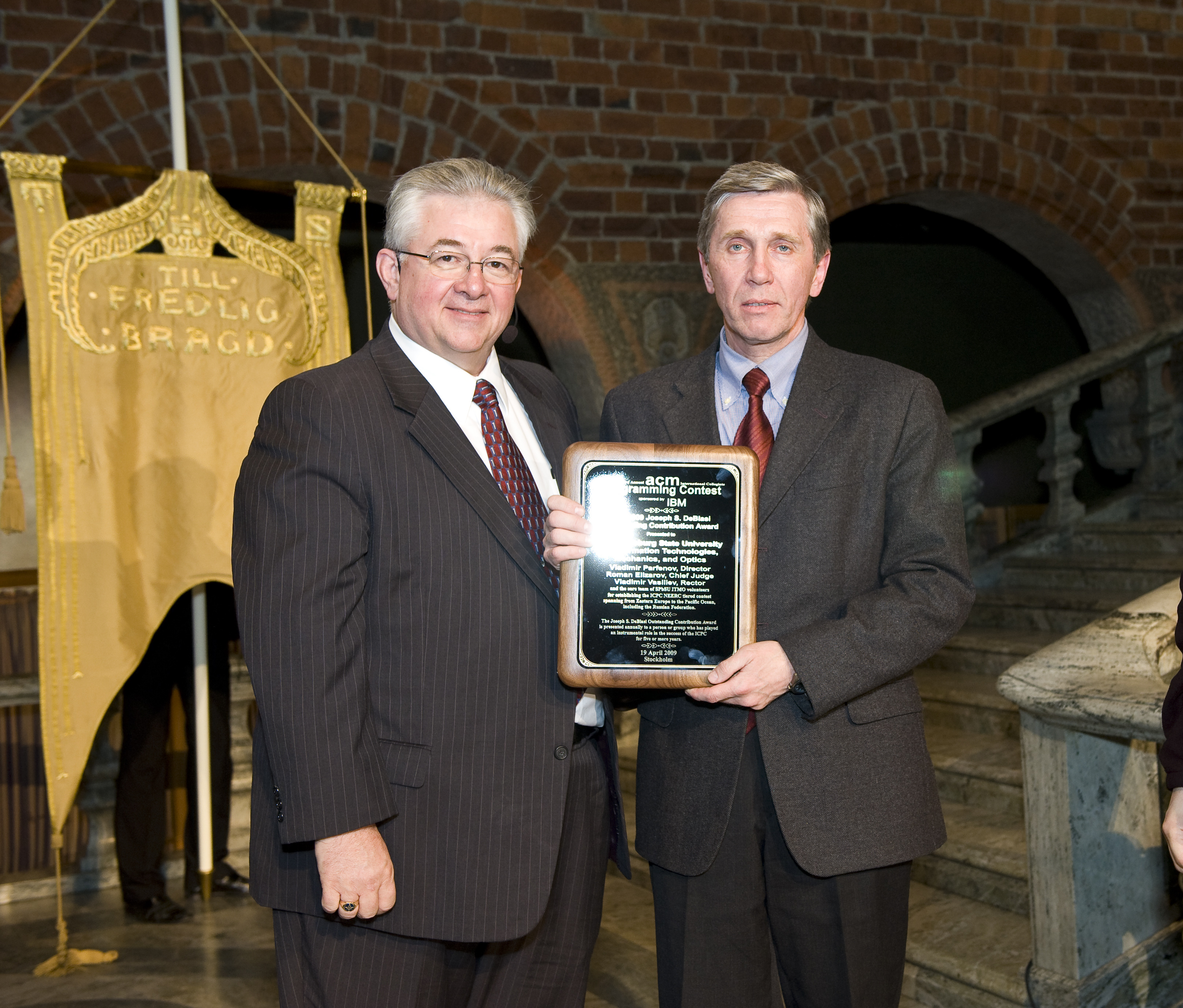
Владимир Парфёнов получает награду DeBlasi Award 2009

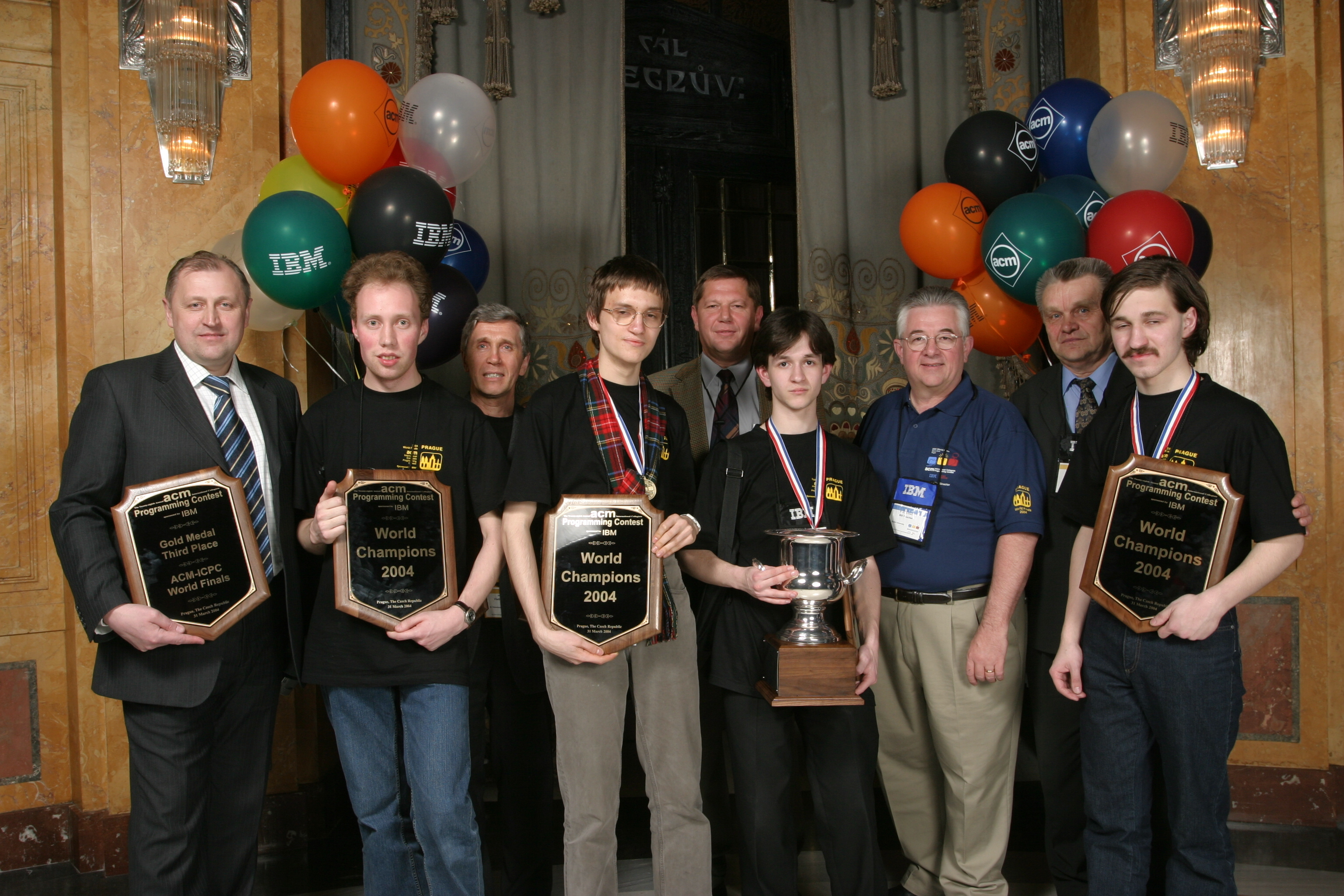
Владимир Парфёнов и команда Университета ИТМО получают кубок Чемпионов Мира ACM ICPC 2004

- 2003 — Премия Президента Российской Федерации в области образования (2005) [22]
- 2004 — ACM-ICPC Founder’s Award
- 2008 — Премия Правительства Российской Федерации в области образования[23][24]
- 2009 — ICPC DeBlasi Award[25]
- 2013 — Премия Правительства Санкт-Петербурга
- 2013 — ICPC DeBlasi Award[25]
- 2013 — Mark Measures Distinquished Service Award[26]